# Gloria Siebert
Gloria Siebert (República Democrática Alemana, 13 de enero de 1964) fue una atleta alemana, especializada en la prueba de 100 m vallas en la que llegó a ser subcampeona mundial en 1987.

## Carrera deportiva
En el Mundial de Roma 1987 ganó la medalla de plata en los 100 metros vallas, con un tiempo de 12.44 segundos, llegando a la meta tras la búlgara Ginka Zagorcheva y por delante de su compatriota la también alemana Cornelia Oschkenat.